# Angelo Pavone
Angelo Pavone (Valguarnera Caropepe, 20 agosto 1916 – Tobruch, 22 gennaio 1941) è stato un militare italiano.
Angelo Pavone morì in trincea il 22 gennaio 1941 a Tobruch, in Libia, dove le truppe italiane erano impegnate nella resistenza all'avanzata degli inglesi. Il generale nemico, riconoscendo il valore del soldato, concesse al contingente italiano l'onore delle armi.
A Pavone fu conferita la Medaglia d'oro alla memoria, consegnata alla madre. Il Comune di Valguarnera Caropepe ricordò il sacrificio dell'eroe con un'iscrizione marmorea apposta sulla parete esterna del Palazzo cittadino; gli venne dedicata una strada (via Medaglia d'oro Angelo Pavone) e intitolata a suo nome una scuola media statale.